# Bellonne
Bellonne é uma comuna francesa na região administrativa de Altos da França, no departamento de Pas-de-Calais. Estende-se por uma área de 2,03 km². Em 2010 a comuna tinha 213 habitantes (densidade: 104,9 hab./km²).